# Dragsbæk
Dragsbæk A/S er en dansk margarinefabrik med hovedsæde i Thisted. De producerer margarine til bagning, stegning og påsmøring. Produkterne sælges til detailhandel, foodservice, bagerier og industri. Virksomheden blev grundlagt i 1923 på Simons Bakke i Thisted. Det nuværende selskab blev etableret i 1979, og der er i dag ca. 120 heltidsstillinger på fabrikken. I 2006 blev en del af virksomheden solgt til Orkla, der i dag ejer majoriteten af aktierne.